# بردية ريند الرياضية
تعد برديّة ريند الرياضية المحفوظة في المتحف البريطاني أحد أبرز نماذج الرياضيات في مصر القديمة. نسبت البردية إلى الأثري الاسكتلندي ألكسندر هنري ريند الذي اشترى البردية في الأقصر سنة 1858م؛ التي سبق وأن عُثر عليها أثناء حفريات بالقرب من معبد الرامسيوم نحو سنة 1550م. احتفظ المتحف البريطاني بمعظم البردية منذ سنة 1865م مع لفافة الرياضيات المصرية الجلدية [الإنجليزية] التي كانت أيضًا من ممتلكات ريند؛ إضافة إلى الجزء المحفوظ في المتحف البريطاني هناك قصاصات من البردية محفوظة في متحف بروكلين في نيويورك لكنهما معًا لا يمثلان كامل البردية حيث أن هناك قطعة قطرها 18سم تقريبًا مفقودة من منتصف البردية. تعد تلك البردية مع بردية موسكو الرياضية أشهر البرديات الرياضياتية، غير أن بردية ريند أكبر، بينما بردية موسكو أقدم.
ترجع تلك البردية الرياضياتية إلى الفترة المصرية الانتقالية الثانية من تاريخ مصر القديمة. تعد تلك البردية نسخة منقولة نقلها كاتب يُدعى أحمس من نسخة أصلية تعود إلى عصر الفرعون أمنمحات الثالث (أحد ملوك الأسرة المصرية الثانية عشر). كُتبت البردية بالخط الهيراطيقي، كما يبلغ طول هذا المخطوط المصري 33 سـم (13 بوصة) لكن إن جُمعت أجزائه معًا فسيصل طوله إلى نحو 5 م (16 قدم).
تمت ترجمة البردية، ومقارنة معلوماتها الرياضياتية في نهاية القرن التاسع عشر الميلادي، غير أن العديد من معلوماتها الرياضياتية تعد غير مكتملة. تؤرّخ البردية إلى السنة الثالثة والثلاثين من حكم الملك الهكسوسي أبوفيس الأول، بالإضافة إلى تعقيب دُوّن على ظهرها يُؤرخ له بالسنة الحادية عشر من حكم خلفه الملك خامودي.

في الفقرات الأولى للبردية، قدّم لها كاتبها أحمس أن بها «حساب دقيق للاستفسارات حول الأشياء، ومعلومات حول كل الأشياء والمجاهيل ... والأسرار». واستكمل قائلاً:
نُسخ هذا الكتاب في الشهر الرابع من العام الملكي الثالث والثلاثين من حكم جلالة ملك مصر السفلى والعليا، أوسيري، طال عمره، من نسخة قديمة كُتبت في عهد ملك مصر السفلى والعليا نيمعتري. كتب هذه النسخة الكاتب أحمس.
صدرت العديد من الكتب والمقالات حول بردية ريند الرياضياتية، ونُشر محتوى البردية سنة 1923م على يد بييت، وأضاف إليها تعليقًا على النص الذي جاء بعد كتب غريفيث الأولى والثانية والثالثة أصدر شاس ملخص وافٍ للبردية مرفق معه صور فوتوغرافية للنص بين سنتي 1927-1929م. وفي سنة 1987م، صدر مراجعة لروبنز وشوت عن بردية ريند.
ولا تتناول البردية أطروحة نظرية، بل تستعرض قائمة من المسائل العملية التي تواجه الناس في مختلف مجالات الإدارة والبناء، حيث يغطي النص 84 مسألة تتعلق بالمعادلات الرقمية، وحل المشكلات العملية، وحساب الأشكال الهندسية. وكانت غالبية المصريين الملمّين بالقراءة والكتابة يزاولون مهنة الكاتب، حيث اشتملت واجباتهم الوظيفية على أداء عدد من المهام المختلفة التي تستدعي منهم بعض المهارات الرياضية إلى جانب مهارات الكتابة.